# Ryszard Kukliński

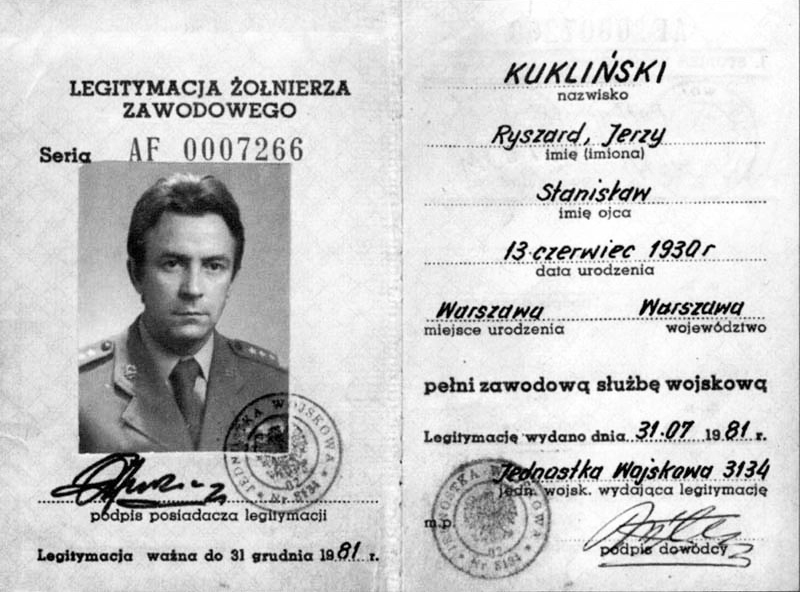
Legitimace plukovníka Kuklińského

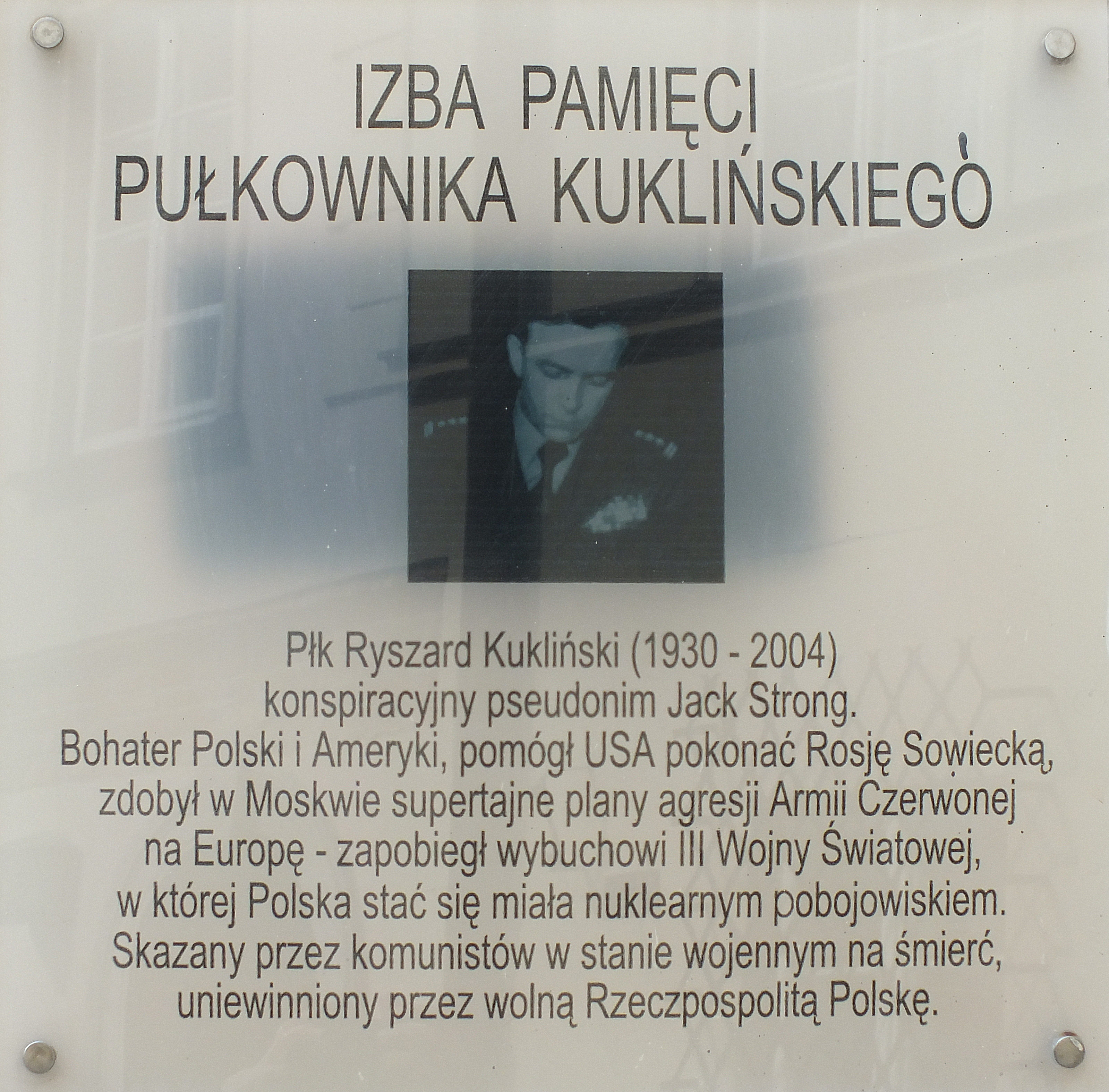
Varšava, pamětní deska, ul. Kanonia 22

Ryszard Jerzy Kukliński [ryšard ježy kukliňski] (13. června 1930, Varšava – 11. února 2004, Tampa, Florida) byl plukovník Polské lidové armády a jeden z nejvýznamnějších špiónů celé studené války. Často bývá označován za největšího škůdce komunismu.

## Život vojáka
Narodil se v dělnické rodině s katolickými a socialistickými tradicemi. Jeho otec, během 2. světové války voják Zemské armády, byl zatčen a zahynul v koncentračním táboře v Sachsenhausenu. Po válce začal Ryszard Kukliński kariéru v Polské lidové armádě. Pracoval jako štábní důstojník a mimo jiné se podílel na přípravě plánu invaze Varšavské smlouvy do Československa.

## Vyzvědač
Pozice Kuklińského v generálním štábu Polské lidové armády a jeho role styčného důstojníka mezi polskou lidovou armádou a velením vojsk Varšavské smlouvy mu umožňovala přístup k nejtajnějším dokumentům vojenského charakteru. V roce 1971 zahájil spolupráci s CIA, které dodal údajně okolo 35 000 stran přísně tajných materiálů, od technických specifikací nejnovějších ruských zbraní (T-72, Strela) po operační plány Varšavské smlouvy.

## V USA
O deset let později, těsně před vyhlášením tzv. válečného stavu generálem Jaruzelským, když už bezprostředně hrozilo jeho prozrazení, prchl za pomoci CIA i s celou svou rodinou ze země. Pod změněnou identitou pak žil v USA. V nepřítomnosti byl polským vojenským soudem odsouzen k smrti, rozsudek byl ovšem po pádu komunismu v Polsku zrušen (Kukliński je opět navštívil v roce 1998). Oba jeho synové však v 90. letech zahynuli za nevyjasněných okolností.

## Dnes
Polská společnost je při pohledu na něj rozdělena, část jej považuje za národního hrdinu, protože svou činností možná zabránil invazi SSSR do Polska v roce 1980, část ho označuje za zrádce, protože porušil vojenskou přísahu, kterou skládal jako důstojník dobrovolně.
Kuklińského ostatky byly převezeny do Polska, kde byl pohřben na významném hřbitově ve varšavské čtvrti Powązki. Jeho hrob často bývá terčem útoků.

## Film
- Jack Strong, Polsko 2014, Režie: Władysław Pasikowski, Hrají: Marcin Dorociński (Ryszard Kukliński/Jack Strong), Maja Ostaszewska, Mirosław Baka, Zbigniew Zamachowski, Krzysztof Globisz, Paweł Małaszyński, Ireneusz Czop, Patrick Wilson, Dagmara Domińczyk